# Emphyleuscelus
Emphyleuscelus es un género de gorgojos de la familia Attelabidae. En 1925 Voss describió el género. Esta es la lista de especies que lo componen:
- Emphyleuscelus auratus  (Sharp, 1889)
- Emphyleuscelus bifrons  Legalov, 2007
- Emphyleuscelus bivittatus  (Hamilton, 2001)
- Emphyleuscelus blandulus  (Voss, 1925)
- Emphyleuscelus bondari  (Voss, 1938)
- Emphyleuscelus carneolus  (Erichson, 1848)
- Emphyleuscelus corallinus  (Gyllenhal, 1839)
- Emphyleuscelus falcipes  (Klug, 1825)
- Emphyleuscelus huggerti  Legalov, 2007
- Emphyleuscelus impressicollis  (Voss, 1937)
- Emphyleuscelus iquitensis  (Legalov, 2004)
- Emphyleuscelus lissus  (Voss, 1925)
- Emphyleuscelus maculicollis  (Hamilton, 2001)
- Emphyleuscelus micros  Legalov, 2007
- Emphyleuscelus nigricornis  (Klug, 1825)
- Emphyleuscelus pichinensis  Legalov, 2007
- Emphyleuscelus ruber  Legalov, 2007
- Emphyleuscelus rufiventris  (Hamilton, 1997)
- Emphyleuscelus sanguineus  (Voss, 1925)
- Emphyleuscelus subconcolor  (Voss, 1928)
- Emphyleuscelus vicinus  (Voss, 1925)